# Ignacy Manteuffel

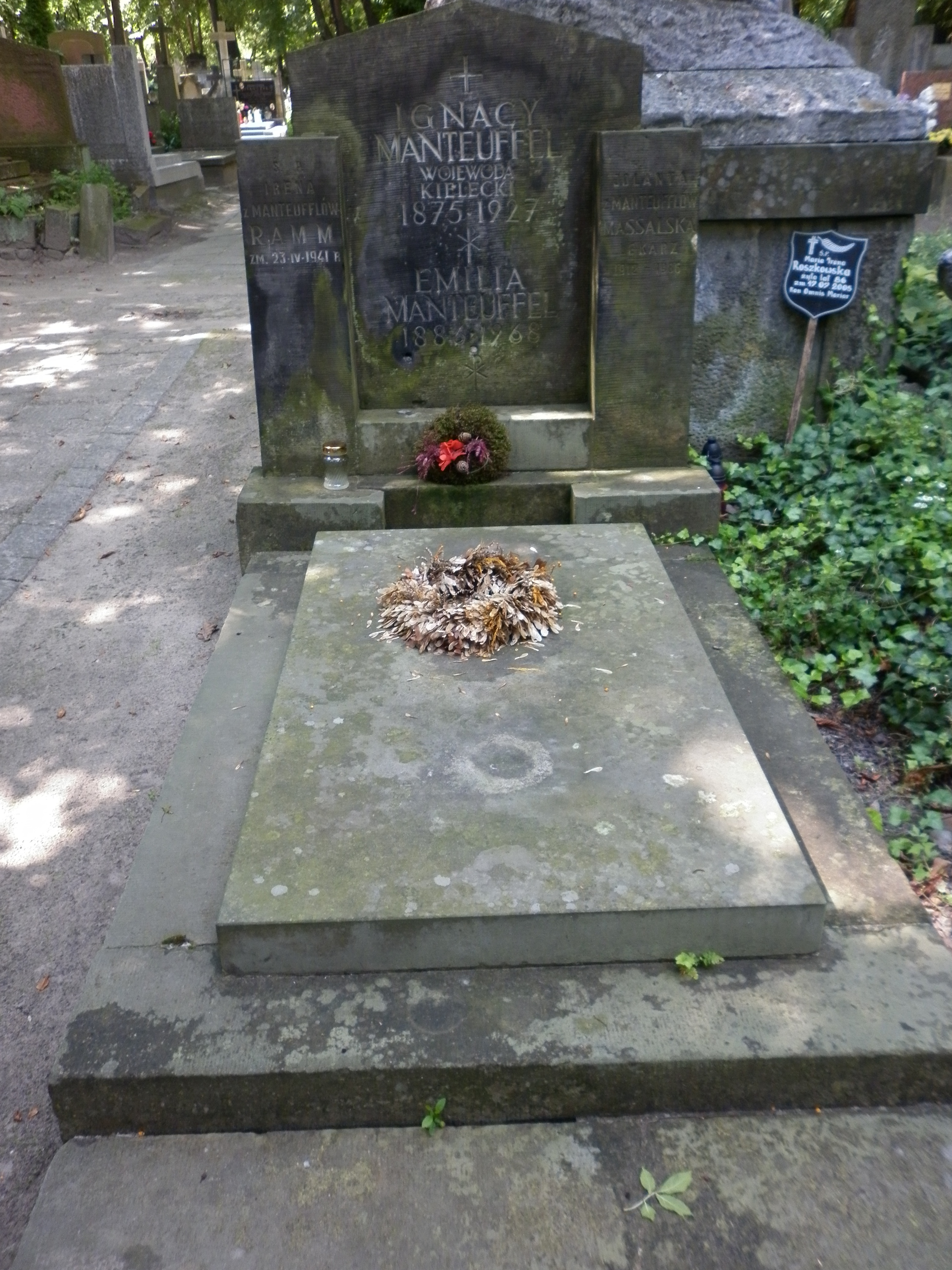
Nagrobek Ignacego Manteuffla

Ignacy Manteuffel (ur. 22 sierpnia?/3 września 1875 w majątku rodzinnym Taunagi (Inflanty Polskie), zm. 17 sierpnia 1927 w Kielcach) – polski prawnik, społecznik, działacz państwowy II Rzeczypospolitej.

## Życiorys
Ukończył gimnazjum filologiczne w Rydze. Po ukończeniu w 1897 Wydziału Prawnego Uniwersytetu Dorpackiego odbywał praktykę adwokacką w Rydze i Mitawie. W 1899 zamieszkał w Rydze, gdzie pracował jako adwokat. Był aktywnym działaczem wielu organizacji polskich na Kresach, m.in. prezesem Polskiego Towarzystwa Dobroczynności, członkiem zarządu Polskiego Towarzystwa Pomocy Ofiarom Wojny, członkiem korporacji akademickiej Konwent Polonia. W roku 1915 opuścił Rygę, przenosząc się na wieś do powiatu siebieskiego guberni witebskiej, potem zaś do Rzeżycy w Inflantach Polskich (Letgalii), gdzie piastował funkcję członka wydziału wykonawczego Komitetu Polskiego – instytucji broniącej interesów polskiej ludności – w konsekwencji został na przełomie 1917/1918 wydalony przez rządzących już bolszewików z Rzeżycy.
W marcu 1918 roku przeniósł się do Warszawy, gdzie pracował na stanowisku referenta, a potem radcy w Ministerstwie Opieki Społecznej i Ochrony Pracy rządu Królestwa Polskiego. Po odzyskaniu niepodległości, od czerwca 1919 rozpoczął pracę w Ministerstwie Spraw Wewnętrznych – w wydziale administracyjnym, a następnie prawnym.
20 września 1925 dowodził policją oraz wojskiem podczas pacyfikacji buntu więźniów w Więzieniu Ciężkim na Świętym Krzyżu.
Po utworzeniu województwa warszawskiego w styczniu 1920 r. powołany został na stanowisko naczelnika Wydziału Administracyjnego tamtejszego Urzędu Wojewódzkiego. Od 24 marca 1923 roku pełnił funkcję wicewojewody warszawskiego. 24 maja 1924 został mianowany wojewodą kieleckim (urząd swój objął faktycznie 4 czerwca).
Po trzech latach urzędowania zmarł nagle w Kielcach 17 sierpnia 1927. Uroczystości pogrzebowe odbyły się 19 sierpnia w Kielcach (z udziałem m.in. Ministra Spraw Wewnętrznych – Felicjana Sławoja Składkowskiego) oraz 20 sierpnia w Warszawie, gdzie Ignacy Manteuffel pochowany został na cmentarzu Powązkowskim.
Wojewoda Manteuffel był doświadczonym organizatorem życia publicznego, cenionym za wiele inicjatyw, które przyniosły województwu wymierne korzyści. Wymieniane są tu m.in. działania na rzecz poprawy stanu bezpieczeństwa publicznego, działania na rzecz szkolnictwa i opieki społecznej. Przyczynił się do założenia kanalizacji w niektórych miastach województwa. Wniósł duży wkład w prace remontowo-konserwatorskie Pałacu Biskupiego w Kielcach. Jego imieniem nazwano pośmiertnie Zakład Wychowawczo-Leczniczy dla dzieci gruźliczych w Rabsztynie. W uroczystości wmurowania kamienia węgielnego pod tę placówkę uczestniczył 24 lipca 1929 Prezydent RP – Ignacy Mościcki.
2 maja 1923 został odznaczony Krzyżem Oficerskim Orderu Odrodzenia Polski „za zasługi, położone dla Rzeczypospolitej Polskiej na polu pracy obywatelskiej, tudzież w dziedzinie administracji państwowej”.
Pochowany na cmentarzu Powązkowskim w Warszawie (kwatera 217-5-32).
Żona: Emilia Paulina Schroeter (1886–1968) – córka Pawła, córki: Jolanta (1912–1986), Anna Beata (1915–2005).